# Honeywell

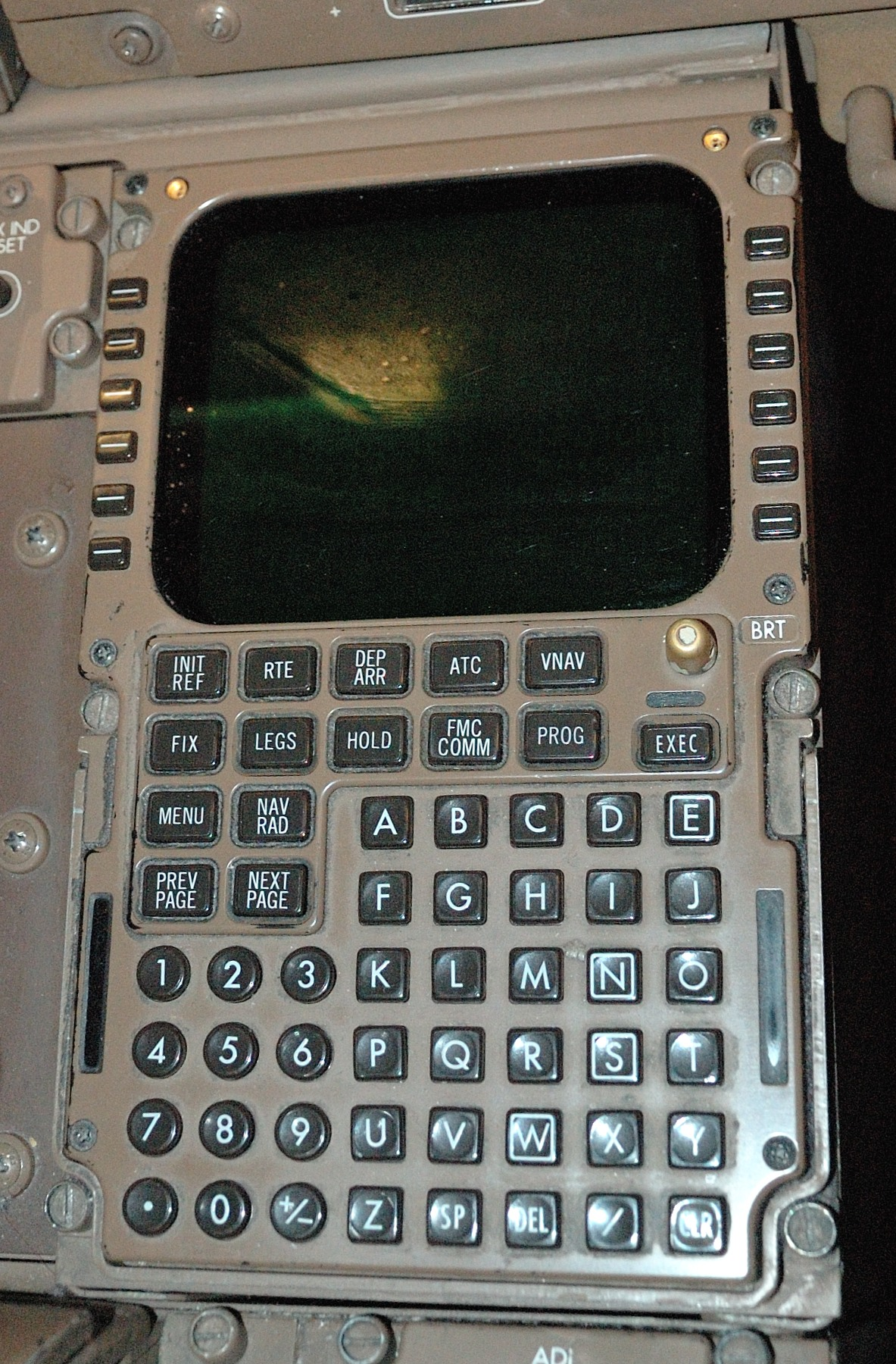
FMS de marque Honeywell dans un Boeing 767-300.

Honeywell International Inc. est une société américaine fondée en 1906. Active à l'origine uniquement en régulation de chauffage, elle intervient aujourd'hui principalement dans le nucléaire (Usine Honeywell de transformation de l'uranium), l'aérospatiale, l'automatisation du bâtiment (régulation, supervision technique, contrôle d'accès et sécurité), et la défense (avioniques militaires, etc). Honeywell est depuis quelques années également un important fournisseur pour l'industrie automobile, notamment depuis le rachat des turbocompresseurs Garrett incluant le site de Thaon-les-Vosges pour la France. En tant qu'équipementier automobile, Honeywell est membre de l'association européenne CLEPA qui fédère les équipementiers automobiles.

## Histoire
Elle fut fondée en 1906 à Minneapolis sous le nom de « Butz Thermo-Electric Regulator Co ». par Albert Butz ingénieur et inventeur d'un thermostat pour four. En 1912, l'entreprise pris le nom de « Minneapolis Heat Regulator Company », puis en 1927, « Minneapolis Heat Regulator Company » et « Honeywell Heating Specialty Co. » fusionnèrent pour former « Minneapolis-Honeywell Regulator Co ».
En 1970, Honeywell prend le contrôle de la division ordinateurs de General Electric, au sein de laquelle figure l'entreprise Bull. La CII, créée dans le cadre du plan Calcul, est cédée en 1975 à Honeywell-Bull, ce qui eut pour effet de saborder le consortium Unidata (CII + Siemens + Philips) - concurrent d'IBM créé pour devenir un « Airbus de l'informatique ».

### Histoire récente
En 1999, Honeywell fusionne avec AlliedSignal, conglomérat industriel américain d'une taille bien plus importante, via une opération d'un montant de 14 milliards de dollars. Le nouvel ensemble, ayant 120 000 salariés, est basé dans le New Jersey, siège d'Allied Signal, au lieu de l'ancien siège de Honeywell à Minneapolis,. Parmi les entreprises de AlliedSignal, Honeywell acquiert également la Secan, racheté en 2015.
En 2004, Honeywell acquiert Novar, un conglomérat britannique présent dans l'électronique, l'industrie de l'aluminium et les chèques, pour 1,2 milliard de livres, après le rejet par Novar d'une offre de 625 millions de livres fait par Melrose,.
En septembre 2010, Honeywell acquiert Sperian Protection, leader dans la fabrication d’équipement de protection individuelle.
En 2014, Honeywell acquiert la division Contrôle de SAIA-Burgess.
En juillet 2015, Honeywell acquiert le groupe Elster, leader mondial du comptage et spécialiste de solutions complètes pour les services d’eau, d’électricité et de gaz, revendu par Melrose pour 3,3 milliards de livres soit l'équivalent de 5,1 milliards de dollars. En février 2016, Honeywell annonce une offre d'acquisition de 90,7 milliards de dollars sur United Technologies, offre qui est très rapidement rejetée par la direction de cette dernière. Des offres d'acquisitions entre les deux entreprises avaient déjà été lancés dans les années 90/2000, sans succès.
En mars 2016, Honeywell acquiert RSI Video Technologies (France), un fournisseur de systèmes d'alarme anti-intrusion à levée de doute vidéo pour particuliers et pour entreprise, basé à Strasbourg. La transaction est estimée à environ 123 millions de dollars (113 millions d'euros) et a été intégralement transféré à Resideo.
En mai 2016, Honeywell annonce la scission pour 2017 de ses activités dans les résines et la chimie, dans une nouvelle entreprise appelée AdvanSix.
En 2018, Honeywell scinde ses activités d'équipementier automobile Garrett Motion, ainsi que ses activités résidentielles sous la société Resideo, pour 7 milliards de dollars,.
En décembre 2023, Carrier annonce la vente de ses activités dans la sécurité notamment dans la serrurerie, qui représentait 17 % de son activité, à Honeywell pour 4,95 milliards de dollars.
En juillet 2024, Honeywell annonce l'acquisition des activités de gaz naturel liquéfié d'Air Products pour 1,81 milliard de dollars. En octobre 2024, Honeywell annonce la scission de ces activités dans les matériaux spécialisées, se concentrant sur les activités lié à l'aviation ou à l'automatisation.
En février 2025, Honeywell annonce sa scission entre trois nouvelles entités, mettant fin à sa structure industrielle de type conglomérat. Les 3 nouvelles sociétés annoncés pour 2026 sont dédiées à l'aérospatial, à l'automatisation et aux matériaux spécialisés. Le mois d'après, Honeywell annonce l'acquisition pour 2,16 milliards de dollars de Sundyne, un fabricant américain de pompes et de compresseurs intégrés.

## Activité

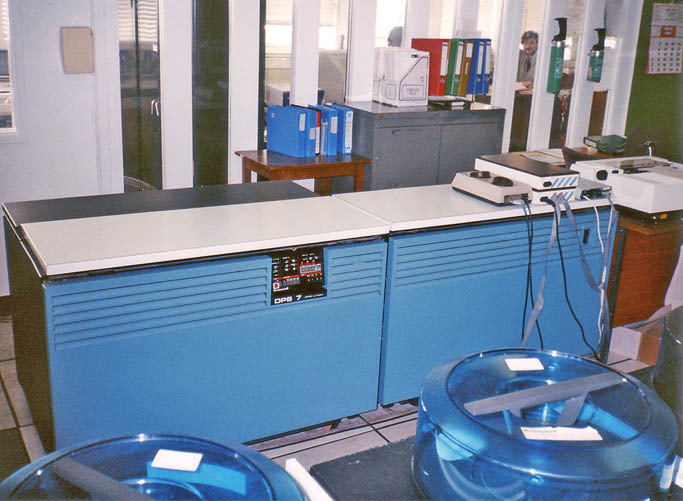
Ordinateur central Honeywell-Bull DPS 7 en 1990.

Honeywell profite d'un long savoir-faire industriel très divers, qu'il s'agisse de la gestion des énergies, de l'électronique ou encore des appareils embarqués. A titre d'exemple, leur pied dans l'aérospatiale passe aussi bien par l'électronique embarquée que la gestion de l'air, ou encore la fourniture de boites noires.
Honeywell se classait en 2023 au 23e rang mondial pour la production d'armement. Parmi ces produits notables ont peut citer des produits aussi divers que le Prestone ou encore le Honeywell 316 (en), miniordinateur 16 bits construit en 1969.

### Sites

#### France
- Mougins (SECOM Sécurité Communications), site spécialisé dans la fabrication et commercialisation d'alarmes, systèmes de sécurité et de télésurveillance[21].
- Sevrey (équipements de protection individuels)
- Plaintel (HSPA), site spécialisé dans la fabrication de masques respiratoires, fermé en 2018[22]
- Condé-sur-Noireau (plaquettes de frein), fermée le 28 juin 2013.
- Thaon-les-Vosges (turbo-compresseurs)
- Villers-Cotterêts (équipements de protection individuels)
- Lozanne (équipements de protection individuels)
- Cranves-Sales (eau potable, confort, robinetterie)
- Labège (capture de données)
- Toulouse (aéronautique)
- Mauguio (télécommunications/compteurs intelligents)
- Estrées-Deniécourt Picardie (fabrication de compteurs électriques)
- Vierzon (HSP)
- Laguépie (Annic - MTS - HSP)
- Plancher-Bas (équipements de sécurité "EPI")
- Caudebec-en-Caux, site Revima APU (aéronautique, réparation de groupes auxiliaires de puissance - APU)
- Saint-Forgeot (fabrication de gants de protection électrique de marque Electrosoft) : fermeture annoncée au 1er septembre 2021[23].

#### Étranger
- États-Unis : Green Island
- Brésil : Sorocaba
- Espagne : Barcelone
- Suisse : Morat, Rolle
- Belgique : Diegem
- Allemagne : Düsseldorf, Glinde
- Roumanie : Ploiesti
- Chine : Beijing, Chengdu, Chongqing, Guangzhou, Shanghai, Suzhou, Tianjin
- Maroc: Casablanca
- Tunisie : Nabeul

## Critiques en France
Tout juste deux ans avant l'épidémie de Covid-19, la fermeture du site de Plaintel, à côté de Saint-Brieuc, passe presque inaperçue, l'usine n'ayant pas à cette période le poids stratégique. C'est en effet la dernière usine de production de masque chirurgicaux de type FFP2 sur le territoire français.
Toutefois, malgré des repreneurs potentiels, l'usine est fermée et les machines détruites avant délocalisation de la production dans l'usine de Nabeul en Tunisie. Une réouverture est envisagée en 2020 par un investisseur suisse mais le projet ne voit pas le jour. Une coopérative locale, La coop des masques, bretonne et solidaire, fondée à cette intention, tente elle-aussi de relancer ce projet mais échoue face au manque de commandes nationales.